# Jorge Newbery
Jorge Alejandro Newbery (Buenos Aires, 29 maggio 1875 – Mendoza, 1º marzo 1914) è stato un aviatore, scienziato e sportivo argentino di origine statunitense.
Viene considerato il fondatore della Fuerza Aérea Argentina.

## Biografia
Figlio del dentista statunitense Ralph Newbery e dell'argentina Dolores Malargie, nasce nella casa di famiglia in calle Florida a Buenos Aires. All'età di otto anni visitò da solo gli Stati Uniti. In seguito, tornato in Argentina, studiò presso la scuola scozzese San Andrés de Olivos, dove conseguì il diploma di maturità nel 1890. Si recò negli Stati Uniti per studiare ingegneria alla Cornell University. Nel 1893 proseguì gli studi alla Drexel University di Filadelfia, dove fu allievo di Thomas Alva Edison, e nel 1895 ottiene il titolo di ingegnere elettrico. Tornato in patria, inizia a lavorare come responsabile della Compañía Luz y Tracción del Río de la Plata.
Nel 1897 si arruolò nella Marina argentina - all'epoca del conflitto di confine con il Cile - come ingegnere elettrico. Lavorò anche come insegnante di nuoto presso la Scuola Navale e nel 1899 la Marina lo inviò a Londra per acquistare attrezzature elettriche. La sua carriera in Marina durò fino al 1900, quando fu nominato Direttore Generale degli Impianti Elettrici, Meccanici e di Illuminazione del Comune della Città di Buenos Aires, funzione pubblica che mantenne fino alla sua morte.
Nel 1904 è titolare della cattedra di ingegneria elettrica presso la Escuela Industrial de la Nación (poi Scuola Tecnica Otto Krause), creata e diretta dall'ingegnere Otto Krause nel 1893. Nello stesso anno si recò nuovamente negli Stati Uniti per partecipare al primo Congresso Internazionale di Elettricità, tenutosi nella città di Saint Louis, dove fu vicepresidente della sezione "Trasmissione di energia e luce" e dove presentò un documento di ottanta pagine intitolato Consideraciones generales sobre la municipalización de los servicios de alumbramiento, che sarebbe stato inserito negli Annali della Società Scientifica Argentina.9
Nel 1906 Newbery partecipò nuovamente a questo congresso, questa volta a Londra, dove fu costituita la Commissione Elettrotecnica Internazionale (IEC) con sede in quella città. Nel 1913 Newbery partecipò alla IEC di Berlino e al suo ritorno fu nominato presidente della Commissione elettrotecnica onoraria argentina. Il 18 ottobre dello stesso anno, insieme a un gruppo di venticinque specialisti, co-fondò il Comitato Elettrotecnico Argentino, rappresentante nazionale della CEI. Lo stesso giorno e con lo stesso gruppo, fondò l'Associazione Elettrotecnica Argentina (AEA). Insieme al messicano Alberto Braniff ed al peruviano Jorge Chávez Dartnell è stato uno dei primi aviatori pionieri del Sudamerica.

### Le mongolfiere
Newbery iniziò ad avvicinarsi al nascente mondo dell'aeronautica dopo aver conosciuto l'aviatore brasiliano Alberto Santos-Dumont. Il 25 dicembre 1907, Jorge Newbery e Aarón Anchorena attraversarono il Rio de la Plata a bordo della mongolfiera El Pampero e atterrarono a Conchillas, in Uruguay. Sebbene ci fossero già pochi precedenti di ascensioni in pallone in Argentina, la traversata del Rio de la Plata divenne un evento popolare. Il Pampero partì dalla sede della Sociedad Sportiva Argentina, situata a Palermo dove oggi si trova il Campo Argentino de Polo.
Pochi giorni dopo, il 13 gennaio 1908, fu creato l'Aero Club Argentino, presieduto da Aarón de Anchorena, con Newbery come secondo vicepresidente e presidente dal 1909 fino alla sua morte nel 1914. Il 17 ottobre, suo fratello Eduardo Newbery, insieme al sergente 1 Romero, si persero con El Pampero e i loro corpi non furono mai ritrovati. In realtà quel viaggio sarebbe stato fatto in tre, poiché era previsto che un adolescente di nome Juan Ariza li accompagnasse, ma a causa di un ritardo non poté unirsi a loro. Paradossalmente, questo ritardo gli salvò la vita. Il 9 aprile 1909 scrisse il primo articolo di giornale sull'aviazione in Argentina, intitolato Aeronáutica, pubblicato sul quotidiano La Nación.
Nonostante la morte del fratello e un'opinione pubblica che cominciava a considerare il volo in mongolfiera come eccessivamente pericoloso, Newbery preparò un nuovo pallone, El Patriota, e rilanciò il volo con la collaborazione del deputato socialista Alfredo Palacios. La sua ostinazione a volare sarà la causa diretta del suo divorzio, avvenuto lo stesso anno. Poco dopo acquisì un'altra mongolfiera, El Huracán. Con quest'ultimo, il 28 dicembre 1909, Newbery batté il record sudamericano di durata e distanza percorrendo 550 chilometri in 13 ore, attraversando Argentina, Uruguay e Brasile e piazzandosi al quarto posto al mondo per tempo di sospensione e al sesto per distanza. Questo pallone "el Huracán" è stato adottato come simbolo da una delle più popolari squadre di calcio di Buenos Aires, il Club Atlético Huracán, fondato il 1º novembre 1908 e soprannominato "El Globo", di cui Newbery era presidente onorario. Il 5 novembre 1912 batté il record sudamericano di altitudine raggiungendo i 5 100 metri con il pallone di Buenos Aires.
Newbery avrebbe totalizzato 40 ascensioni in pallone in tre anni. In quel periodo erano attivi anche altri aeronauti argentini come Eduardo Bradley, il tenente Ángel María Zuloaga, Aníbal Brihuega, Pedro L. Zanni. Poco dopo, in omaggio al fratello, fece costruire un altro pallone, l'Eduardo Newbery, di 2 200 metri cubi, il più grande mai innalzato in Argentina. Nel 1916 Bradley e Zuloaga attraversarono per la prima volta le Ande con questo pallone.

### Aviazione
Nel 1910 Newbery ottenne il brevetto di pilota ma continuò a compiere ascensioni in pallone fino al 1912. Da quell'anno in poi si dedicò esclusivamente all'aviazione. Come diretta conseguenza dell'offerta di Newbery e dell'Aero Club Argentino di mettere la propria flotta a disposizione del Ministero della Guerra, il 10 agosto 1912 il presidente Roque Sáenz Peña creò la Escuela Militar de Aviación, la prima forza aerea militare dell'America Latina. Newbery, che era un civile, e i tenenti colonnelli Enrique Mosconi e M. J. López furono i primi direttori della Scuola Militare di Aviazione, installata a Palomar de Caseros.
Data la mancanza di fondi pubblici per l'acquisto di velivoli, l'Aero Club Argentino organizzò una colletta popolare con la quale fu acquistata la prima flotta. Il 25 maggio 1913 la flottiglia sfilò per la prima volta: quattro monoplani pilotati da due civili, Newbery e Macías, e due militari, Goubat e Agneta. Pochi mesi dopo, l'Esercito nominò i primi due come piloti militari con diritto all'emblema. Nel duello tra monoplani e biplani, Newbery favorì i primi.
Il 24 novembre 1912 Newbery attraversò il Rio de la Plata con il monoplano Centenario, un Bleirot Gnome da 50 CV. Fu il primo ad attraversare il fiume e a tornare indietro nello stesso giorno. Ispirato da Newbery, il giovane Teodoro Fels, che stava svolgendo il servizio militare, prese senza permesso uno degli aerei della Escuela Militar de Aviación e arrivò a Montevideo battendo il record mondiale di volo sull'acqua. Al suo ritorno, il presidente Saenz Peña lo mise agli arresti per la sua disobbedienza e allo stesso tempo lo promosse caporale per l'impresa.
Il 10 febbraio 1914, Newbery, a bordo di un monoplano Morane-Saulnier, batté il record mondiale di altitudine raggiungendo i 6 225 metri. Il record non fu riconosciuto dalla commissione internazionale perché il regolamento dell'epoca prevedeva che il record precedente dovesse essere superato di almeno 150 metri, mentre Newbery lo superò solo di 65 metri.
Il 1º marzo 1914, durante una dimostrazione che precedeva l'attraversamento della Cordigliera delle Ande il mese successivo, rimase ucciso quando il suo aereo precipitò nel campo di aviazione di Los Tamarindos, come era conosciuta all'epoca l'attuale zona di El Plumerillo nel dipartimento di Las Heras, Mendoza, a bordo di un Morane-Saulnier che stava pilotando. Aveva 38 anni.
I revisionisti propendono per questa spiegazione della sua morte: Newbery era arrivato a Mendoza per studiare la prima traversata della Cordigliera in aereo, che aveva lasciato a Buenos Aires. Su richiesta di una signora, dopo il pranzo, dopo averlo visto volare, chiese l'aereo all'amico Teodoro Fels, che glielo offrì, ma non prima di avergli fatto notare un grave problema all'ala del monoplano. Jorge Newbery vi salì, invitando Jiménez Lastra ad accompagnarlo, e cominciò a fare qualche capriola e dimostrazione, e alle 18.40, in una manovra rischiosa, il monoplano cadde violentemente. La notizia giunse a Buenos Aires quella domenica sera, suscitando grande emozione e cordoglio. 
I suoi funerali nel cimitero della Recoleta furono un evento di massa senza precedenti per una persona non coinvolta nell'attività politica. Nel 1937 fu costruito un mausoleo finanziato da donazioni pubbliche nel cimitero della Chacarita.

## Altri sport
Newbery si distinse anche nel pugilato, nel nuoto, nelle corse automobilistiche, nella scherma, nel canottaggio e in altri sport.
Nel 1895 fu protagonista di uno storico combattimento per determinare la superiorità del pugilato (difeso da Newbery) o della savate (difesa da Carlos Delcasse), che stabilì il pugilato come sport popolare in Argentina. Vinse importanti titoli di pugilato nel 1899, 1902 e 1903. L'8 luglio 1903 trionfò nettamente sul pugile professionista Clark.
Nel 1901 vinse in ottobre il primo premio di fioretto nel torneo sudamericano organizzato dal Club Gimnasia y Esgrima. Nel 1905 e nel 1906 vinse le gare di fioretto organizzate dal Jockey Club di Buenos Aires. Nello stesso club sconfigge il campione francese di spada Berger.
Il 16 marzo 1908, in rappresentanza del Buenos Aires Rowing Club, batté il campione dei fratelli Müller nei 1 000 metri a due remi lunghi. Nel 1910 fece parte della squadra che stabilì il record di velocità su una barca a quattro remi.
Nel 1902 vinse il primo premio per l'immersione più lunga nel fiume Luján, percorrendo una distanza 100 metri. Fu una delle personalità che più promossero la pratica di questo sport in Argentina, quando ancora non era ampiamente riconosciuto.

## Omaggi
A lui è dedicato l'Aeroparque Jorge Newbery, uno degli aeroporti della capitale argentina Buenos Aires.
All'ingresso della base aerea di Morón, vicino al Museo Nazionale dell'Aeronautica, si trova un monumento dedicato a Newbery.

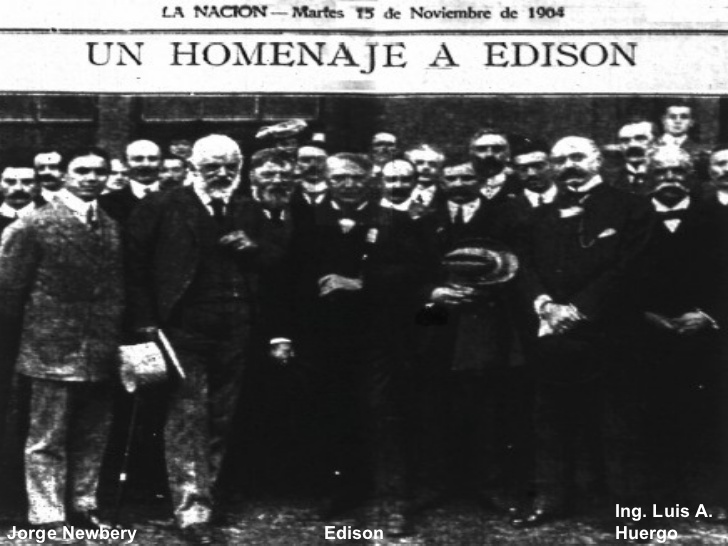
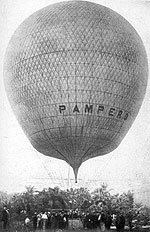
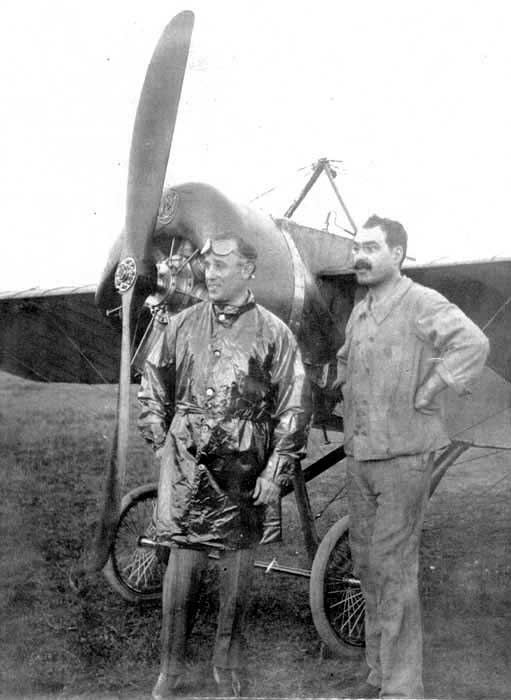